# Banyumas
Banyumas este un oraș din Indonezia.